# 鈴木俊一 (眾議院議員)
鈴木俊一（1953年4月13日—），日本政治家，自由民主黨黨員，出身於東京都。前東京奧林匹克運動會及東京殘疾人奧林匹克運動會擔當大臣、前環境大臣。共當選9屆眾議院議員，在自民黨內屬於志公會（麻生派），也是前日本首相铃木善幸之子和麻生太郎的小舅。
歷任外務副大臣（第2次安倍內閣）、厚生政務次官（第1次橋本內閣）、眾議院厚生勞動委員長、眾議院外務委員長、國民健康保險中央會會長等職務。

## 家庭
父親：鈴木善幸，第70代內閣總理大臣。母亲：铃木幸。
- 三姐麻生千贺子，三姐夫麻生太郎，第92代內閣總理大臣
- 妻子：鈴木敦子

## 外部連結
- 官方網站 （页面存档备份，存于）

| 官衔                       | 官衔                                                                            | 官衔                   |
| -------------------------- | ------------------------------------------------------------------------------- | ---------------------- |
| 前任： 丸川珠代            | 國務大臣 （東京奧林匹克運動會及東京殘疾人奧林匹克運動會擔當） 第3、4代：2017年— | 繼任： 現職            |
| 前任： 大木浩              | 環境大臣 第4代：2002年—2003年                                                   | 繼任： 小池百合子      |
| 前任： 吉良州司 榛葉賀津也 | 外務副大臣 2012年—2013年                                                        | 繼任： 岸信夫 三矢憲生 |
| 議會席位                   |                                                                                 |                        |
| 前任： 吉野正芳            | 眾議院東日本大震災復興特別委員長 第9代：2017年—                                 | 繼任： 現職            |
| 前任： 河井克行            | 眾議院外務委員長 2013年—2014年                                                  | 繼任： 土屋品子        |
| 前任： 創設                | 眾議院厚生勞動委員長 2001年—2002年                                              | 繼任： 森英介          |